# Bruno Tano
Bruno Tano (Padova, 1913 – Macerata, 23 luglio 1942) è stato un artista e pittore italiano.

## Biografia

### Infanzia e studi
Bruno Tano nacque a Padova per trasferirsi da ragazzino a Macerata, dove nel 1931 si diplomò in pittura e decorazione alla Regia Scuola di tirocinio. Dopo gli studi si trasferisce a Roma, dove frequentò il Museo artistico industriale, collaborando nel contempo con la rivista Il Fuoco. In questo periodo partecipò alla I^ Mostra internazionale d'arte coloniale e poi alla Mostra del blocco dei Futursimultanisti.

### 1932-1942: Tano e il Futurismo

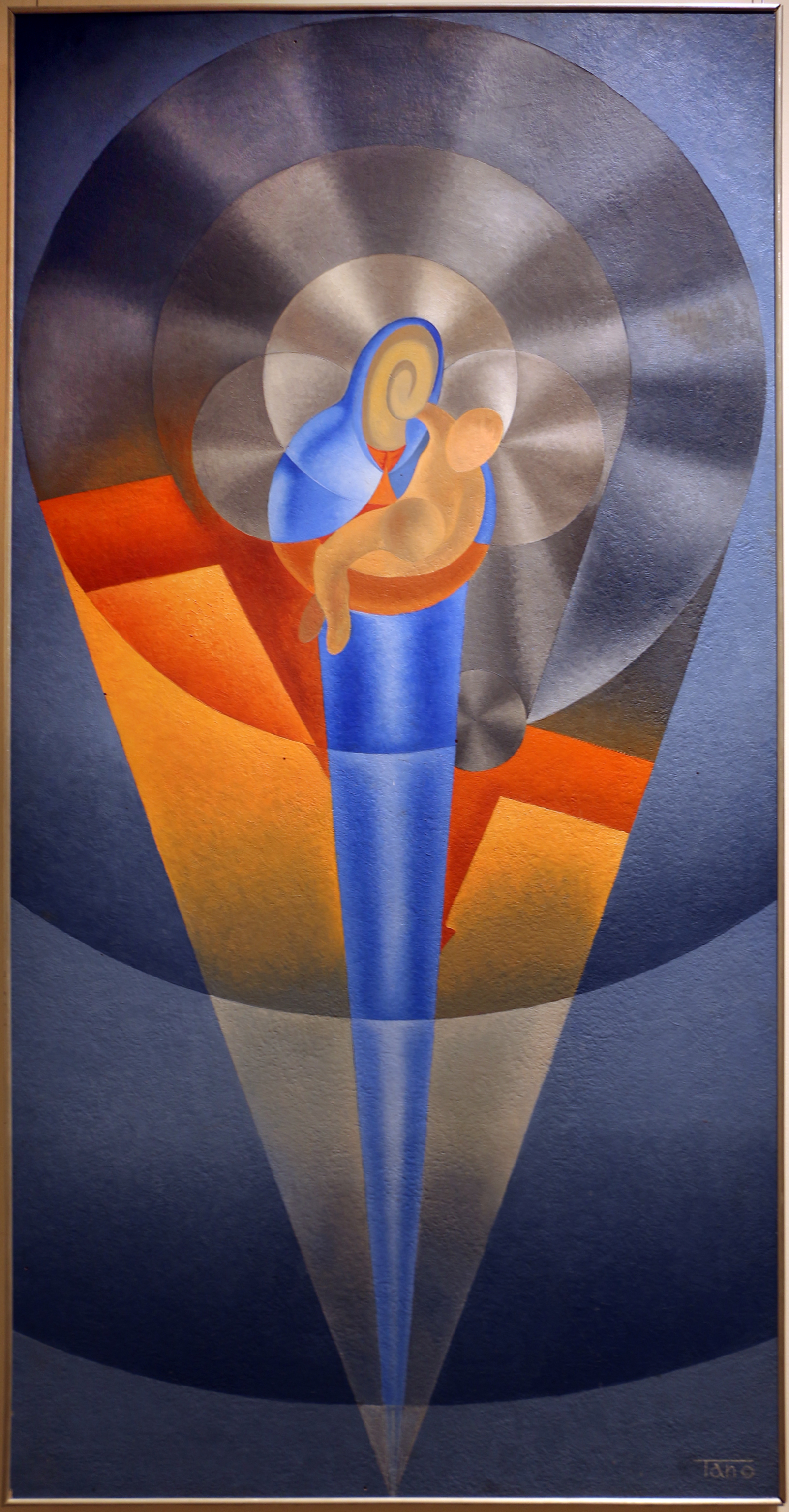
Bruno Tano
La Madonna dell'ala, 1931
Palazzo Buonaccorsi, Macerata

Nel 1932 Bruno Tano, dopo aver partecipato alla III Mostra del sindacato regionale delle Belle Arti a Palazzo delle Esposizioni, alla I Mostra d'arte della Giovinezza presso l'Aranciera di Villa Umberto ed alla mostra Belli, Favelli e Tano presso la Galleria Bragaglia Fuoricommercio, tornò a Macerata dove lavorò come corrispondente per la rivista Futurismo, aderendo al Gruppo Futurista Maceratese fondato da Sante Monachesi, Mario Buldorini e Fernando Paolo Angeletti, mantenendo sempre un rapporto privilegiato con gli ambienti romani.
Nel 1933 partecipò alla esposizione fiorentina Mostra d'Arte Sacra Futurista, per poi realizzare assieme ad Enrico Prampolini le decorazioni della sede della rivista Futurismo. Tra le altre mostre di questo anno vi furono la I Mostra d'arte futurista al Palazzo del sindacato degli Architetti di Roma e la Mostra viaggiante d'arte d'avanguardia, Amburgo, Berlino. Nel 1934, dopo aver partecipato al Congresso Nazionale della Federazione Naturista-Futurista venne invitato alla XIX Esposizione internazionale d'arte di Venezia.
Meltissime le partecipazioni, negli anni successivi, a mostre ed esposizioni nazionali ed internazionali, che lo videro anche aderire allo stile tutto interno al futurismo, dell'aeropittura.
Bruno Tano morì nel 1942 all'ospedale di Macerata per una forma reumatica cronica che afflisse i suoi ultimi anni di vita.